# Upadły (prawo)
Upadły – uczestnik postępowania upadłościowego, ten, wobec którego wydano postanowienie o ogłoszeniu upadłości na skutek stwierdzenia jego niewypłacalności i uwzględnienia wniosku o ogłoszenie upadłości. Z chwilą ogłoszenia upadłości majątek upadłego staje się masą upadłości, która służy zaspokojeniu wierzycieli upadłego. W zależności od rodzaju postępowania upadłościowego pozycja upadłego i jego uprawnienia względem własnego majątku mogą się znacznie różnić. Samo ogłoszenie upadłości nie ma jednak wpływu na zdolność prawną i zdolność do czynności prawnych upadłego.

## Zdolność upadłościowa
Zgodnie z ustawą z dnia 28 lutego 2003 r. – Prawo upadłościowe – upadłość można ogłosić wobec ściśle określonej kategorii podmiotów:
- przedsiębiorców w rozumieniu Kodeksu cywilnego;
- spółek z ograniczoną odpowiedzialnością oraz spółek akcyjnych nieprowadzących działalności gospodarczej;
- wspólników osobowych spółek handlowych, ponoszących odpowiedzialność za zobowiązania spółki bez ograniczenia całym swoim majątkiem;
- wspólników spółki partnerskiej;
- osób fizycznych nieprowadzących działalności gospodarczej, jeżeli dłużnik nie doprowadził do swojej niewypłacalności lub nie zwiększył istotnie jej stopień umyślnie lub wskutek rażącego niedbalstwa;
- przedsiębiorców – osób fizycznych po ich śmierci (jeżeli wniosek o ogłoszenie upadłości złożono przed upływem roku od śmierci).

Nie można ogłosić upadłości:
- Skarbu Państwa;
- jednostek samorządu terytorialnego;
- publicznych samodzielnych zakładów opieki zdrowotnej;
- instytucji i osób prawnych utworzonych w drodze ustawy, chyba że ustawa ta stanowi inaczej, oraz utworzonych w wykonaniu obowiązku nałożonego ustawą;
- osób fizycznych prowadzących gospodarstwo rolne, które nie prowadzą innej działalności gospodarczej lub zawodowej;
- uczelni.

## Upadły w postępowaniu upadłościowym obejmującym likwidację majątku dłużnika
Z chwilą ogłoszenia upadłości obejmującej likwidację majątku dłużnika upadły traci prawo zarządu oraz możliwość korzystania i rozporządzania mieniem wchodzącym do masy upadłości. Jest zobowiązany wskazać i wydać syndykowi swój majątek oraz dokumentację związaną z prowadzeniem działalności gospodarczej, a także udzielać sędziemu-komisarzowi oraz syndykowi niezbędnych wyjaśnień. Zobowiązania pieniężne upadłego, których termin płatności świadczenia jeszcze nie nastąpił, stają się wymagalne z dniem ogłoszenia upadłości. Czynności prawne dokonane przez upadłego, dotyczące mienia wchodzącego w skład masy upadłości są nieważne.

## Upadły w postępowaniu upadłościowym z możliwością zawarcia układu (aktualne do dnia 31.12.2015 r.)
W przypadku ogłoszenia upadłości z możliwością zawarcia układu upadły sprawuje zarząd mieniem wchodzącym w skład masy upadłości pod nadzorem nadzorcy sądowego. Zgoda nadzorcy sądowego lub rady wierzycieli wymagana jest do dokonywania czynności przekraczających zwykły zarząd. W wyjątkowych wypadkach, jeżeli upadły nie daje rękojmi należytego sprawowania zarządu, sąd może uchylić zarząd własny upadłego i powołać zarządcę. Od dnia ogłoszenia upadłości z możliwością zawarcia układu do dnia uprawomocnienia się postanowienia o zatwierdzeniu układu albo o umorzeniu postępowania, upadły albo zarządca nie mogą spełniać świadczeń wynikających z wierzytelności, które z mocy prawa są objęte układem.